# Santo Siorpaes

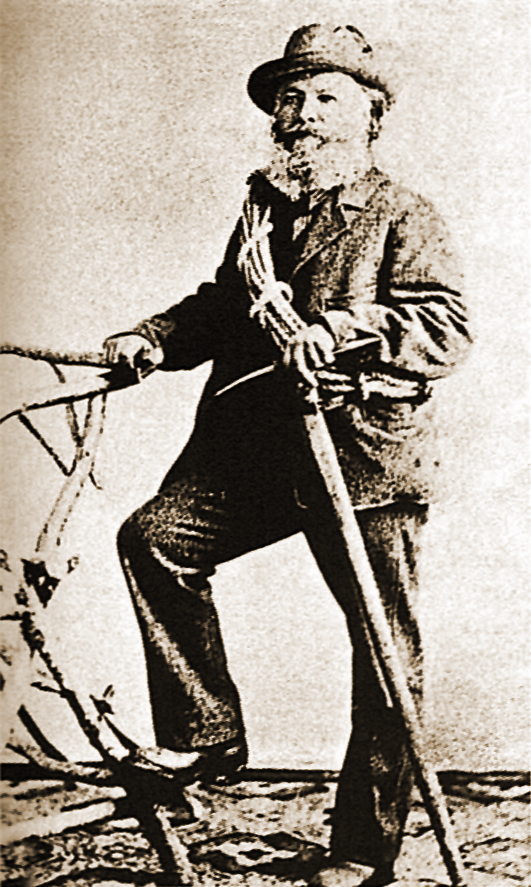
Santo Siorpaes (1896)

Santo Severino Siorpaes (* 2. Mai 1832 in Cortina d’Ampezzo; † 12. Dezember 1900 ebenda), manchmal mit dem Beinamen Salvador genannt, war ein Ampezzaner Bergsteiger und Milizionär im Dienste der Habsburgermonarchie. Mit über 20 Erstbesteigungen in den Dolomiten und den Karnischen Alpen zählt er zu den herausragendsten Bergführern der Region.

## Leben
Santo Siorpaes kam 1832 als Sohn von Pietro und Rosa Siorpaes (geb. Ghedina) in Staulin, einem Dorf oberhalb von Cortina d’Ampezzo, zur Welt. Schon in jungen Jahren lernte der Förster bei der Jagd mit der Waffe umzugehen. Sein Geschick mit dem Gewehr und seine hervorragenden Ortskenntnisse öffneten ihm die Tür zur Ampezzaner Miliz. Später wurde er zum Leutnant befördert. Ab den frühen 1870er Jahren war er Straßenwärter in Maion an der Straße zum Gemärk. Zeitgleich startete er eine höchst erfolgreiche Karriere als Bergführer.

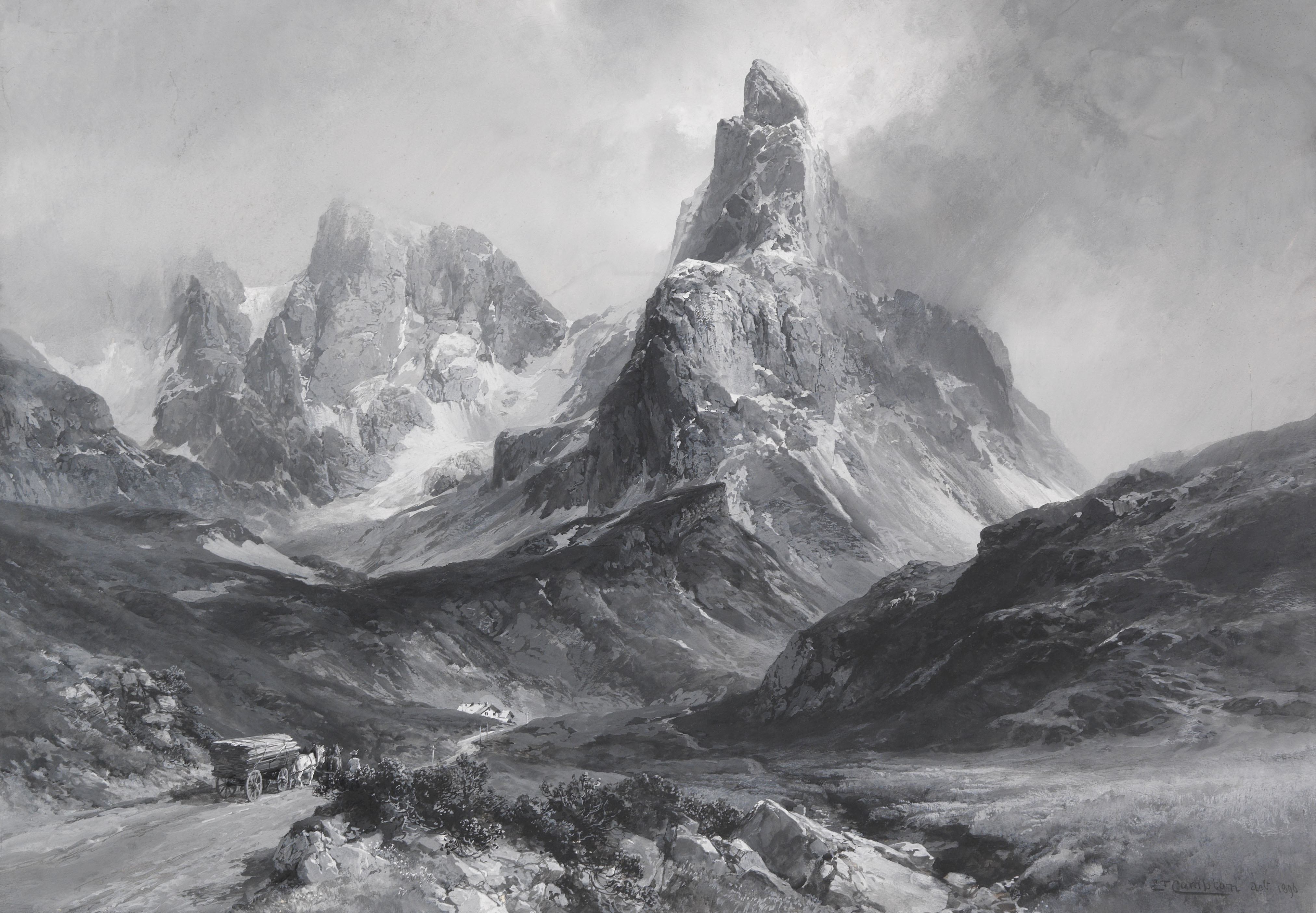
Der Cimon della Pala eröffnete 1870 einen Reigen von Gipfelsiegen.

Nachdem er sich bereits an den Erstbesteigungen der Tofana di Rozes (1864) und des Monte Cristallo (1865) durch Paul Grohmann beteiligt hatte, führte er im Juni 1870 erstmals selbst eine wichtige Seilschaft auf einen unbesiegten Gipfel. Mit dem Engländer Edward R. Whitwell und dem Schweizer Christian Lauener bestieg er den zuvor noch als „unüberwindlich“ verschrienen Cimon della Pala. Nur wenige Wochen später erklommen die drei mit dem Piz Popena und der Hohen Gaisl zwei weitere bedeutende Dreitausender. 

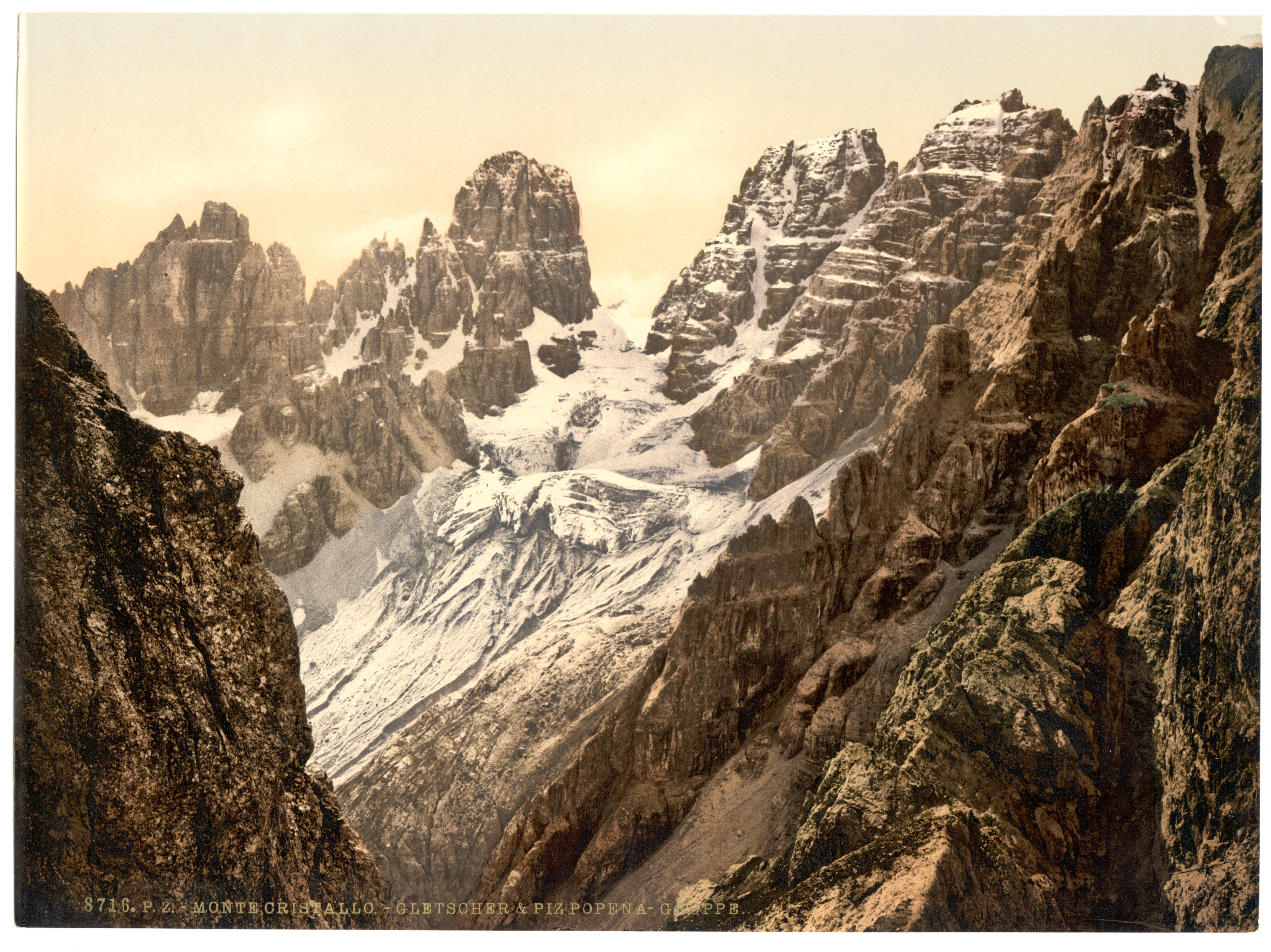
Zwischen 1865 und 1881 erstieg Siorpaes die drei höchsten Gipfel der Cristallogruppe.

 Durch diese herausragenden Leistungen wurden weitere Alpinisten auf Siorpaes aufmerksam. In den Folgejahren gelangen ihm mehrere Besteigungen mit Maurice Holzmann und William E. Utterson Kelso, darunter der Cimon del Froppa und die Cima Bagni. Ebenso zu seinen Klienten gehörten die Österreicher Julius Meurer und Alfred von Pallavicini, die er 1878 erfolgreich auf die Pala di San Martino führte.
Das Gebiet seines Wirkens als Bergführer umfasste neben den Dolomiten die Karnischen Alpen, aber auch Ortler, Adamello-Presanella und sogar Teile der Westalpen. In den Walliser Alpen bestieg er etwa Matterhorn, Obergabelhorn und Dent d’Hérens. Sein letzter Triumph als Erstbesteiger war 1881 die Besteigung der Cima di Mezzo. Santo starb 1900 im Alter von 68 Jahren.
Santo Siorpaes hatte insgesamt acht Kinder mit zwei verschiedenen Frauen. Seine erste Frau Costanza gebar zwei Söhne, Pietro (* 1868) und Giovanni (* 1869), beide später Bergführer, sowie zwei Töchter, Maria Teresa und Filomena (* 1872). Costanza starb 1872 und Santo heiratete seiner Kinder wegen erneut. Mit seiner zweiten Frau Rosa hatte er einen Sohn, Angelo (1877–1881), und drei Töchter, Costanza (* 1873), Rachele (* 1880) und Anna (* 1881).

## Rezeption
Neben Michel Innerkofler gilt Santo Siorpaes als wichtigster und vielseitigster Dolomiten-Bergführer seiner Zeit. Während Innerkofler charakterlich jedoch mehr als „Bergsteiger“ aufgefasst wird, gilt Siorpaes aufgrund seiner sozialen Kompetenz als der bessere Bergführer.
Die frühesten bildlichen Darstellungen zeigen Siorpaes mit dem obligatorisch gestrengem Blick in klassischer Bergführerpose. Eine Zeichnung in Elizabeth Tucketts Zigzagging Amongst Dolomites (1873) zeigt ihn hingegen lebensnah, lächelnd mit ins Gesicht gezogenen Hut. Er wird als extrovertiert beschrieben und soll seinen Kunden unabhängig von deren sozialer Stellung, anders als für damalige Verhältnisse üblich, nie unterwürfig begegnet sein. Amelia Edwards charakterisierte Siorpaes wie folgt:

“[…] a bright-eyed, black-haired mountaineer about forty; a mighty chamois hunter; an ex-soldier in the Austrian army, and now a custode of forests, and local inspector of roads; an active, eager fellow, brown as a berry, with honesty written in his face, and an open vivacious manner that won our liking at first sight.”

„[…] ein helläugiger, schwarzhaariger Bergsteiger um die vierzig; ein mächtiger Gamsjäger; ein ehemaliger Soldat der österreichischen Armee, und nun ein Wächter der Wälder und örtlicher Weginspektor; ein aktiver, eifriger Kerl, braun wie eine Beere, mit Ehrlichkeit im Gesicht und einer offenen, lebhaften Art, die unsere Gunst auf den ersten Blick gewann.“

## Erstbesteigungen
- Tofana di Rozes (29. August 1864, mit Paul Grohmann, Francesco Lacedelli & Angelo Dimai)
- Monte Cristallo (14. September 1865, mit Paul Grohmann & Angelo Dimai)
- Cimon della Pala (3. Juni 1870, mit Edward R. Whitwell & Christian Lauener)
- Piz Popena (16. Juni 1870, mit Edward R. Whitwell & Christian Lauener)
- Hohe Gaisl (20. Juni 1870, mit Edward R. Whitwell & Christian Lauener)
- Becco di Mezzodì (5. Juli 1872, mit William E. Utterson Kelso)
- Cimon del Froppa (19. Juli 1872, mit William E. Utterson Kelso, Alberto De Falkner, Luigi Orsolina & Peter Salcher)
- Cima Bagni (5. September 1872, mit Maurice Holzmann)
- Monte Duranno (22. Juli 1874, mit William E. Utterson Kelso)
- Monte Averau (10. August 1874, mit Richard Issler)
- Cima dei Preti (23. September 1874, mit Maurice Holzmann)
- Hochbrunnerschneid (September 1874, mit Maurice Holzmann)
- Cima Immink (18. August 1877 mit Cesare Tomè & T. Dal Col)
- Pala di San Martino (23. Juni 1878, mit Julius Meurer, Alfred von Pallavicini, Arcangelo Dimai & Michele Bettega)
- Piz de Mezzodì (9. September 1878, mit Gottfried Merzbacher & Cesare Tomè)
- Schiara (17. September 1878, mit Gottfried Merzbacher & Cesare Tomè)
- Sasso di Bosconero (19. September 1878, mit Gottfried Merzbacher & Cesare Tomè)
- Cima dell’Uomo (17. Juli 1879, mit Gottfried Merzbacher, Cesare Tomè & B. Bernard)
- Kleine Bischofsmütze (16. Juni 1879, mit Alfred von Pallavicini & Arcangelo Dimai)
- Piz Cunturines (4. August 1880, mit Ludwig Grünwald)
- Monte Siera (23. September 1880, mit Maurice Holzmann)
- Monte Terza Grande (25. September 1880, mit Maurice Holzmann)
- Creta Forata (26. September 1880, mit Maurice Holzmann)
- Punta Frida (21. Juli 1881, mit Ludwig Grünwald)
- Grohmannspitze-Nordostwand (30. Juli 1881, mit Robert Lendlmayer von Lendenfeld, Ludwig Grünwald & Michele Bettega)
- Cima di Mezzo (6. August 1881, mit John Stafford Anderson & G. Ghedina)